# Guide Rock (Nebraska)
Guide Rock es una villa ubicada en el condado de Webster en el estado estadounidense de Nebraska. En el Censo de 2010 tenía una población de 225 habitantes y una densidad poblacional de 173,05 personas por km².

## Geografía
Guide Rock se encuentra ubicada en las coordenadas 40°4′25″N 98°19′44″O / 40.07361, -98.32889. Según la Oficina del Censo de los Estados Unidos, Guide Rock tiene una superficie total de 1.3 km², de la cual 1.3 km² corresponden a tierra firme y (0%) 0 km² es agua.

## Demografía
Según el censo de 2010, había 225 personas residiendo en Guide Rock. La densidad de población era de 173,05 hab./km². De los 225 habitantes, Guide Rock estaba compuesto por el 96% blancos, el 0% eran afroamericanos, el 1.33% eran amerindios, el 0% eran asiáticos, el 0% eran isleños del Pacífico, el 0% eran de otras razas y el 2.67% pertenecían a dos o más razas. Del total de la población el 4.89% eran hispanos o latinos de cualquier raza.